# Friedrich von Waldersee
Friedrich Gustav comte von Waldersee (né le 21 juillet 1795 à Dessau et mort le 15 janvier 1864 à Potsdam) est lieutenant général prussien ainsi que ministre de la guerre et écrivain militaire.

## Biographie

### Origine
Friedrich comte von Waldersee est le fils de Franz von Waldersee, fils du prince Léopold III d'Anhalt-Dessau. Son frère Franz von Waldersee est un général de cavalerie prussien.

### Carrière militaire
Waldersee commence sa carrière militaire en 1812 en tant que Junker dans le 1er régiment à pied de la Garde et devient Portepeefähnrich en 1813. À ce titre, il participe aux guerres napoléoniennes et obtient la croix de fer de 2e classe lors de la bataille de Lützen. En 1827, il devient commandant du département scolaire du régiment et en 1841 commandant du bataillon d'infanterie d'enseignement. À partir de 9 mars 1848, il est commandant par intérim du 1er régiment de grenadiers de la Garde. Avec ce dernier, il participe à la répression de la révolution de mars à Berlin en 1848 et à la campagne contre le Danemark la même année. Pour ses réalisations dans la bataille de Schleswig, Waldersee est décoré le 18 septembre 1848 de l'ordre Pour le Mérite. En 1849, il commande les troupes prussiennes et saxonnes lors de la répression du soulèvement de mai à Dresde. En 1850, il est membre de la chambre des États du Parlement de l'Union d'Erfurt.
Du 1er mai 1850 au 17 avril 1851, il commande le corps des cadets. Il devient ensuite commandant de la 14e brigade de Landwehr. Il conserve ce commandement après sa nomination, le 15 mai 1851, comme plénipotentiaire auprès de la Commission militaire fédérale à Francfort-sur-le-Main. Le 3 janvier 1852, il est nommé commandant de la 14e brigade d'infanterie et est promu au rang de général de division le 22 mars 1853. En tant que tel, il reçoit le 30 mars le commandement suprême des troupes fédérales stationnées à Francfort-sur-le-Main.
Le 5 mai 1854, Waldersee est initialement chargé des affaires du ministre de la Guerre. Il est nommé ministre d'État et de la Guerre trois mois plus tard. En même temps, il dirige également le conseil d'administration du Grand orphelinat militaire de Potsdam. Après avoir été promu lieutenant-général le 9 avril 1857, il quitte le service actif l'année suivante, le 6 novembre, sur sa demande, avec une pension et est mis à disposition avec l'attribution de l'ordre de l'Aigle rouge de première classe avec feuilles de chêne. Il refuse une autre affectation qui lui est proposée en tant que général commandant d'un corps d'armée, invoquant son état de santé fragile.
Pour commémorer le 50e anniversaire du jour de la bataille de Lützen, Waldersee reçoit le 2 mai 1863 l'ordre de la Couronne de 1re classe.

### Famille
Le 2 juillet 1823, Waldersee se marie à Silligsdorf avec Ottilie von Wedel (de) (née le 27 juillet 1803 à Silligsdorf et morte le 1er septembre 1882 à Potsdam). Avec elle, il a les enfants suivants :
- Gustav Ludwig Otto Edouard (de) (né le 6 février 1826 à Potsdam et mort le 18 avril 1861 à Wittemberg), major prussien du 67e régiment d'infanterie

marié en 1854 avec Anna von Redern (née le 26 janvier 1830 et morte le 8 octobre 1888)
- Rudolf Karl (né le 15 novembre 1827 à Potsdam et mort le 11 août 1870 à Altenstadt), major prussien et commandant du 5e bataillon de chasseurs à pied (de)

marié en 1863 avec Anna von Redern (née le 26 janvier 1830 et morte le 8 octobre 1888)
- Hélène (née le 1er juin 1830 et morte le 25 juin 1869)

mariée avec Hans Friedrich Philipp Viktor Sigismund von Eisenhart-Rothe (né le 16 janvier 1822 et mort le 24 novembre 1886), fils du général de division Friedrich von Eisenhart (de)
- Bertha (née le 24 juin 1833 et morte le 25 décembre 1884)

## Travaux
- Der Kampf in Dresden im Mai 1849. Mit besonderer Rücksicht auf die Mitwirkung der Preußischen Truppen geschildert und militairisch beleuchtet. Berlin 1849.
- Der Dienst des Infanterieunteroffiziers. Berlin spätere Aufl. 1895
- Leitfaden für den Unterricht des Infanteristen. Berlin 1903